# Geranium macrorrhizum
Geranium macrorrhizum (L., 1753), comunemente noto come geranio odoroso, è una pianta erbacea perenne appartenente alla famiglia delle Geraniaceae, originaria dell'Europa meridionale.

## Distribuzione e habitat
Il geranio odoroso è presente nei pascoli alpini e subalpini dei Balcani, dei Carpazi sud- orientali, delle Alpi e degli Appennini, tra i 500 e i 2000 m s.l.m. In Italia è una specie rara.
Cresce anche in terreni alcalini ricchi di carbonato di calcio, tra rupi e macereti.

## Usi
È l'unica tra le specie rustiche di gerani ad avere foglie intensamente profumate. Per questa loro proprietà le foglie sono usate in cucina tagliate a striscioline per profumare insalate, gelatine e budini di frutta, bibite analcoliche.